# Fallencourt
Fallencourt est une commune française située dans le département de la Seine-Maritime en région Normandie.

## Géographie
| Preuseville   | Saint-Riquier-en-Rivière |          |
|               | Fallencourt              | Réalcamp |
| Callengeville | Foucarmont               |          |

Située dans le canton de Blangy-sur-Bresle, Fallencourt est traversée par l'Yères.

### Hydrographie
La commune est située dans le bassin Seine-Normandie. Elle est drainée par l'Yères et le cours d'eau 01 du Bas-Méniel,,
L'Yères, d'une longueur de 40 km, prend sa source dans la commune de Aubermesnil-aux-Érables et se jette  dans la Manche à Criel-sur-Mer, après avoir traversé 14 communes. 

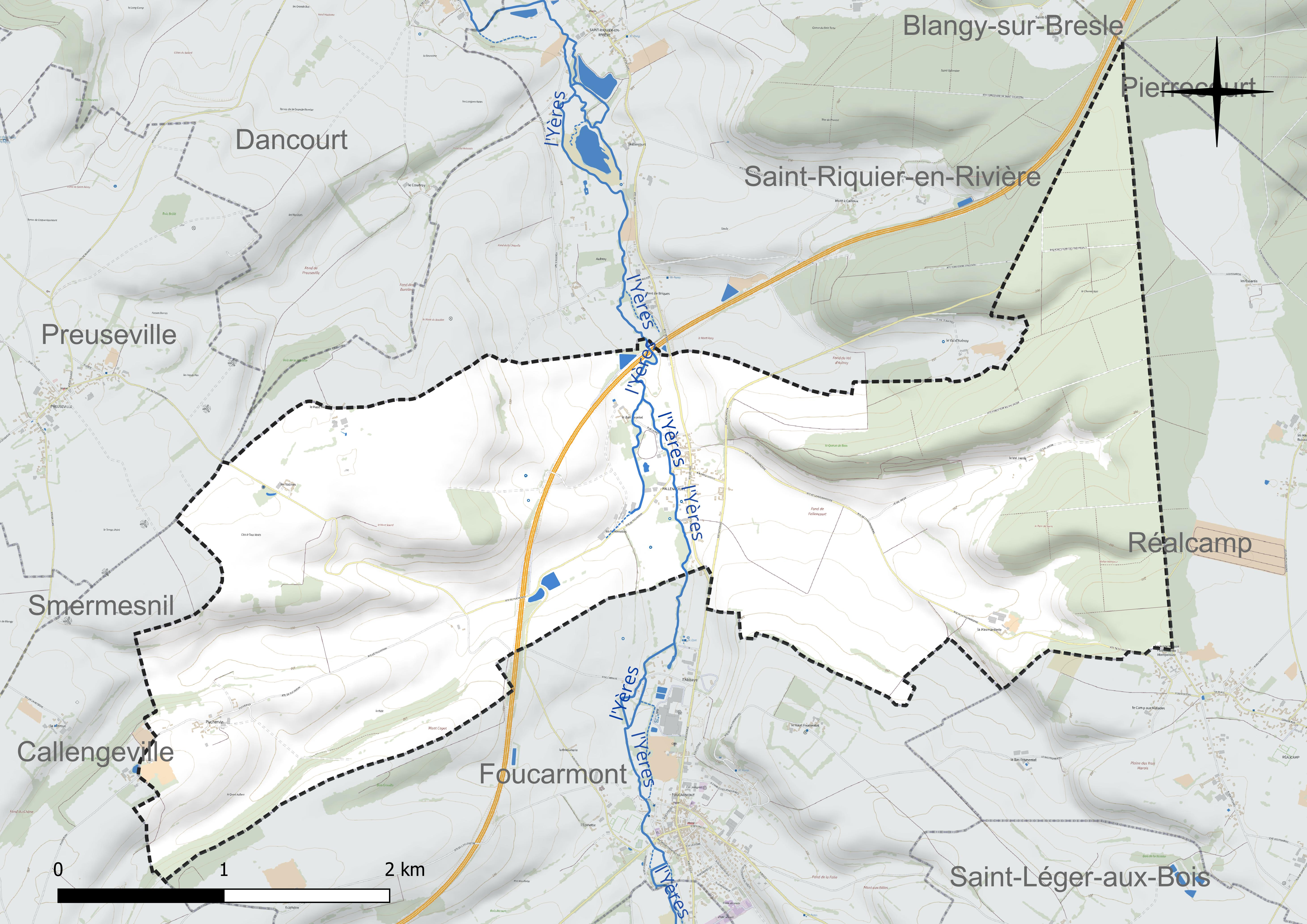
Réseau hydrographique de Fallencourt.

### Climat
Pour des articles plus généraux, voir Climat de la Normandie et Climat de la Seine-Maritime.
En 2010, le climat de la commune est de type climat océanique altéré, selon une étude du CNRS s'appuyant sur une série de données couvrant la période 1971-2000. En 2020, Météo-France publie une typologie des climats de la France métropolitaine dans laquelle la commune est exposée à un climat océanique et est dans la région climatique Côtes de la Manche orientale, caractérisée par un faible ensoleillement (1 550 h/an) ; forte humidité de l’air (plus de 20 h/jour avec humidité relative > 80 % en hiver), vents forts fréquents. Parallèlement le GIEC normand, un groupe régional d’experts sur le climat, différencie quant à lui, dans une étude de 2020, trois grands types de climats pour la région Normandie, nuancés à une échelle plus fine par les facteurs géographiques locaux. La commune est, selon ce zonage, exposée à un « climat contrasté des collines », correspondant au Pays de Bray, bien arrosé et frais.
Pour la période 1971-2000, la température annuelle moyenne est de 10,3 °C, avec une amplitude thermique annuelle de 14,2 °C. Le cumul annuel moyen de précipitations est de 792 mm, avec 13,6 jours de précipitations en janvier et 8,6 jours en juillet. Pour la période 1991-2020, la température moyenne annuelle observée sur la station météorologique la plus proche, située sur la commune d'Oisemont à 17 km à vol d'oiseau, est de 11,1 °C et le cumul annuel moyen de précipitations est de 801,4 mm,. Pour l'avenir, les paramètres climatiques de la commune estimés pour 2050 selon différents scénarios d’émission de gaz à effet de serre sont consultables sur un site dédié publié par Météo-France en novembre 2022.

## Urbanisme

### Typologie
Au 1er janvier 2024, Fallencourt est catégorisée commune rurale à habitat dispersé, selon la nouvelle grille communale de densité à sept niveaux définie par l'Insee en 2022.
Elle est située hors unité urbaine et hors attraction des villes,.

### Occupation des sols
L'occupation des sols de la commune, telle qu'elle ressort de la base de données européenne d’occupation biophysique des sols Corine Land Cover (CLC), est marquée par l'importance des territoires agricoles (72,8 % en 2018), en diminution par rapport à 1990 (76,2 %). La répartition détaillée en 2018 est la suivante : 
terres arables (43,9 %), prairies (24,7 %), forêts (24,5 %), zones agricoles hétérogènes (4,2 %), zones urbanisées (2,6 %). L'évolution de l’occupation des sols de la commune et de ses infrastructures peut être observée sur les différentes représentations cartographiques du territoire : la carte de Cassini (XVIIIe siècle), la carte d'état-major (1820-1866) et les cartes ou photos aériennes de l'IGN pour la période actuelle (1950 à aujourd'hui).

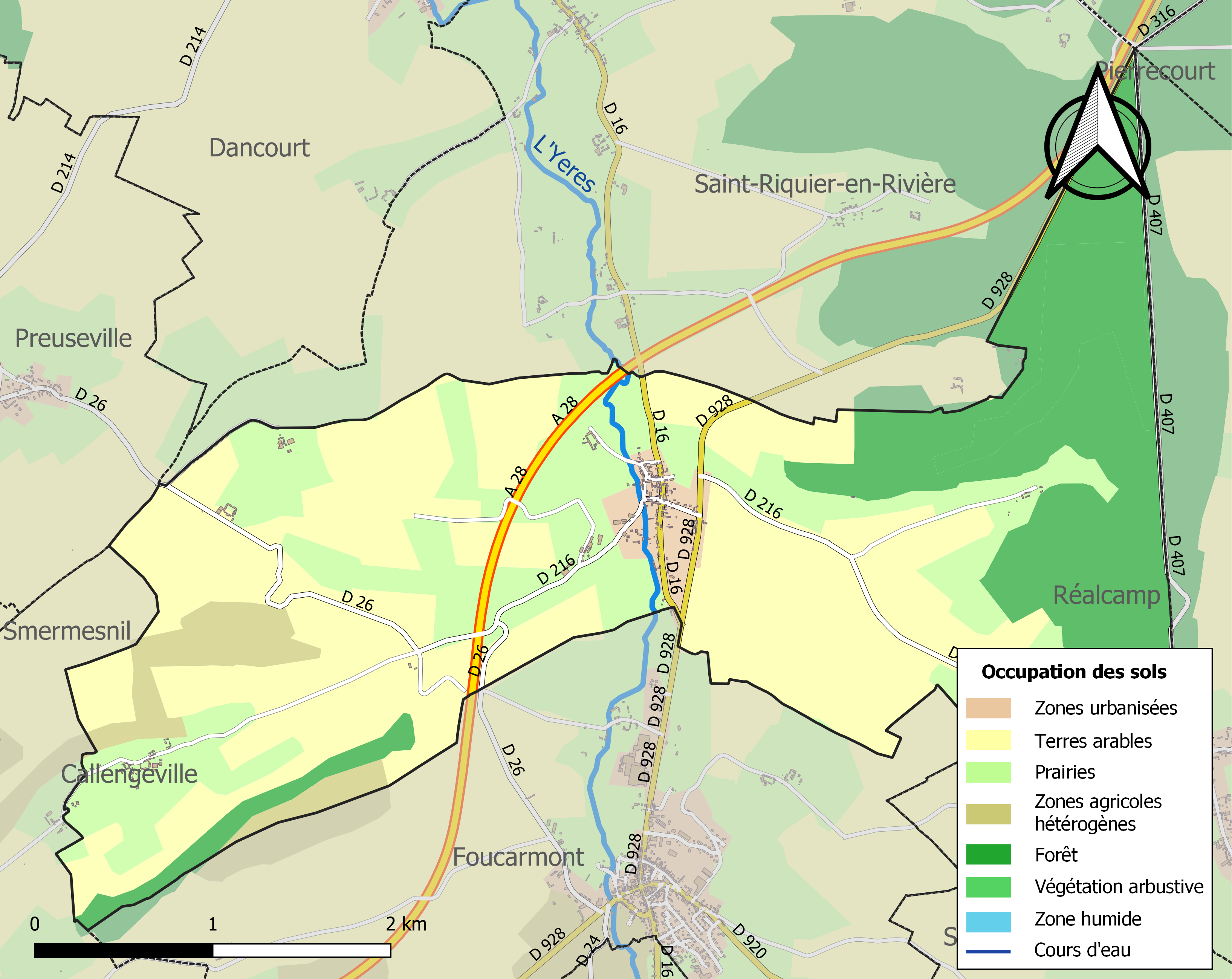
Carte des infrastructures et de l'occupation des sols de la commune en 2018 (CLC).

## Toponymie
Le nom de la localité est attesté sous les formes Ecclesiam de Fanencort en 1119; de Fanencort entre 1140 et1170; Phanencurt fin du XIIe siècle; Fanencort entre 1196 et 1203; Fanicuria fin du XIIe siècle, en 1237, 1245, 1250 et 1256; Fanencuria en 1250; In molendinis de Fanencort entre 1156 et 1161; Fanencourt en 1177 ; Ecclesia de Favencort vers 1240; Fanencuria(variante Fanacuria) en 1337 ; Phanencourt en 1431 (Longnon); Fanencourt en 1362 et 1365; Fanencourt en 1380 et 1381; Fanencourt en 1414; Phanencourt en 1460; Fanencourt en 1519 et 1520; Fanencourt entre 1526 et 1578; Fallencourt en 1571; Falencourt 1683, 1697 et en 1701; Saint-Pierre de Fallencourt, 1716; Fanencourt en 1648; Fallencourt entre 1704 et 1738 (Pouillés) ; Fallencourt et Fallencour en 1768 ; Fallencourt en 1788, la lettre l n'a été substituée définitivement à la lettre n qu'au cours du XVIIIe siècle.

## Histoire
Fallencourt est un village qui possédait son activité économique : boucherie, scierie, boulangerie. Mais maintenant, il ne reste plus qu'une école.

## Politique et administration
| Période                                  | Période                    | Identité            | Étiquette | Qualité                         |
| ---------------------------------------- | -------------------------- | ------------------- | --------- | ------------------------------- |
| 1912                                     |                            | Louis Degournoy     |           |                                 |
| Les données manquantes sont à compléter. |                            |                     |           |                                 |
| mars 2001                                | 2008                       | Brigitte Bultel     |           |                                 |
| mars 2008                                | 2014                       | Chantal Dalencourt  |           |                                 |
| 2014                                     | En cours (au 10 août 2020) | Jean-Pierre Delobel |           | Réélu pour le mandat 2020-2026, |

## Population et société

### Démographie
L'évolution du nombre d'habitants est connue à travers les recensements de la population effectués dans la commune depuis 1793. Pour les communes de moins de 10 000 habitants, une enquête de recensement portant sur toute la population est réalisée tous les cinq ans, les populations de référence des années intermédiaires étant quant à elles estimées par interpolation ou extrapolation. Pour la commune, le premier recensement exhaustif entrant dans le cadre du nouveau dispositif a été réalisé en 2008.

En 2022, la commune comptait 180 habitants, en évolution de −7,22 % par rapport à 2016 (Seine-Maritime : +0,35 %, France hors Mayotte : +2,11 %).
| 1793 | 1800 | 1806 | 1821 | 1831 | 1836 | 1841 | 1846 | 1851 |
| ---- | ---- | ---- | ---- | ---- | ---- | ---- | ---- | ---- |
| 375  | 399  | 397  | 441  | 468  | 454  | 452  | 463  | 429  |

| 1856 | 1861 | 1866 | 1872 | 1876 | 1881 | 1886 | 1891 | 1896 |
| ---- | ---- | ---- | ---- | ---- | ---- | ---- | ---- | ---- |
| 419  | 419  | 390  | 394  | 418  | 380  | 335  | 318  | 333  |

| 1901 | 1906 | 1911 | 1921 | 1926 | 1931 | 1936 | 1946 | 1954 |
| ---- | ---- | ---- | ---- | ---- | ---- | ---- | ---- | ---- |
| 326  | 339  | 332  | 305  | 315  | 259  | 251  | 299  | 301  |

| 1962 | 1968 | 1975 | 1982 | 1990 | 1999 | 2006 | 2008 | 2013 |
| ---- | ---- | ---- | ---- | ---- | ---- | ---- | ---- | ---- |
| 291  | 243  | 221  | 207  | 179  | 148  | 173  | 180  | 192  |

| 2018 | 2022 | - | - | - | - | - | - | - |
| ---- | ---- | - | - | - | - | - | - | - |
| 183  | 180  | - | - | - | - | - | - | - |

### Enseignement
En matière d'enseignement primaire, les communes de Fallencourt, Foucarmont et Villers-sous-Foucarmont sous réunies au sein d'un regroupement pédagogique. À la rentrée scolaire 2018, la commune de Dancourt est réunie aux trois communes, par décision de l'inspection académique de la Seine-Maritime.

## Culture locale et patrimoine

### Lieux et monuments
Église Saint-Pierre-et-Saint-Paul.

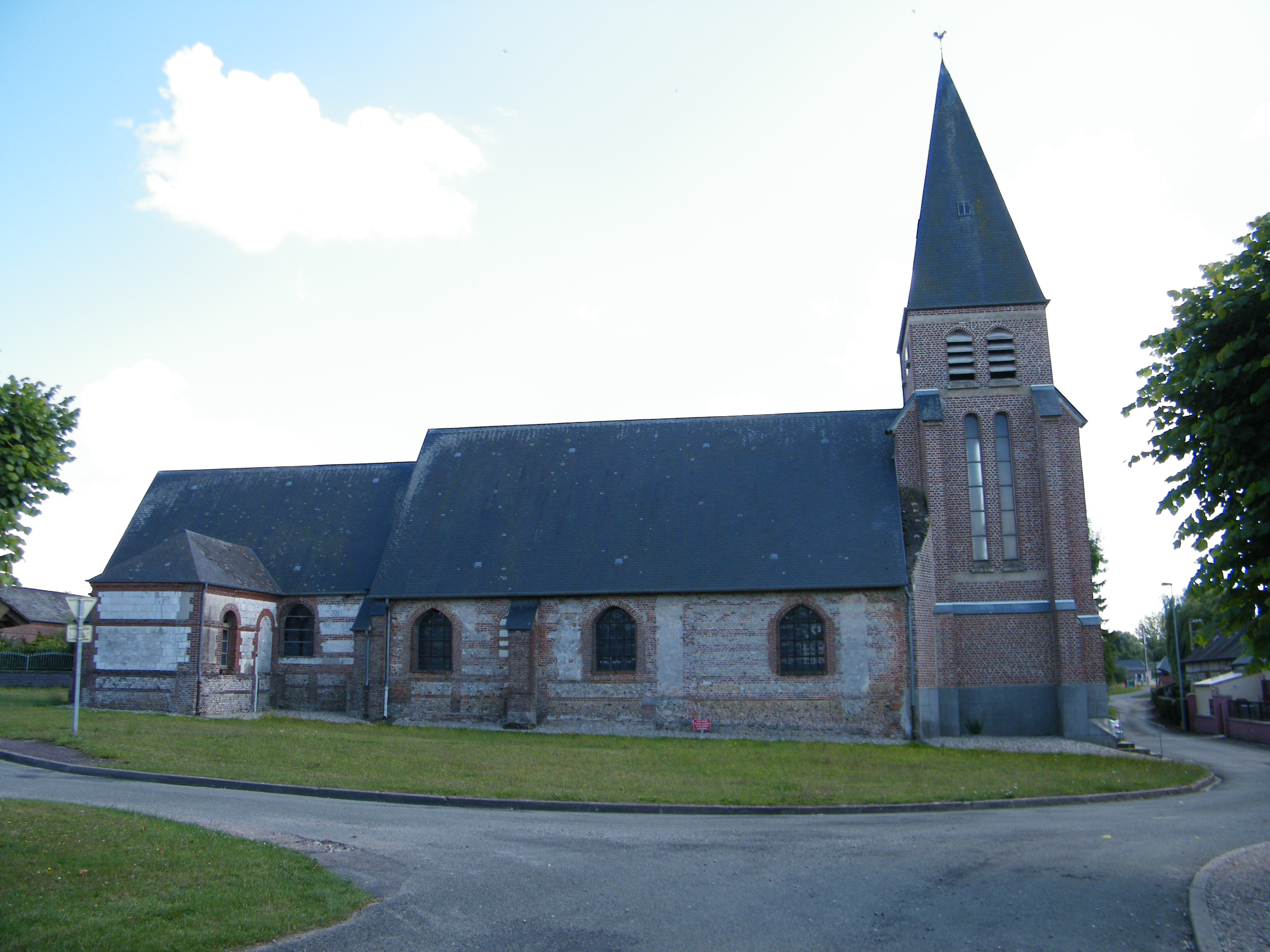
Saint-Pierre-et-Saint-Paul.
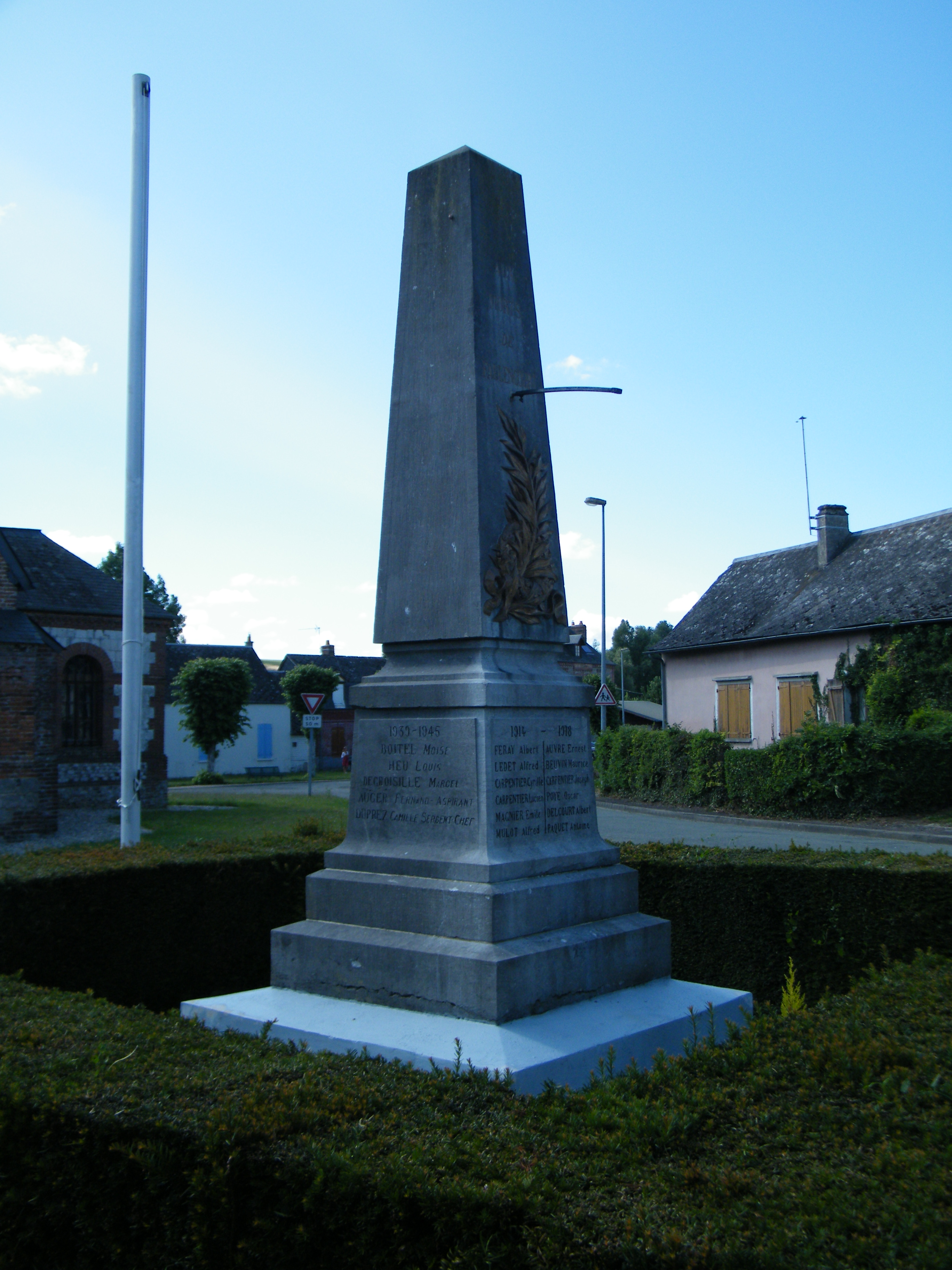
Monument aux morts.
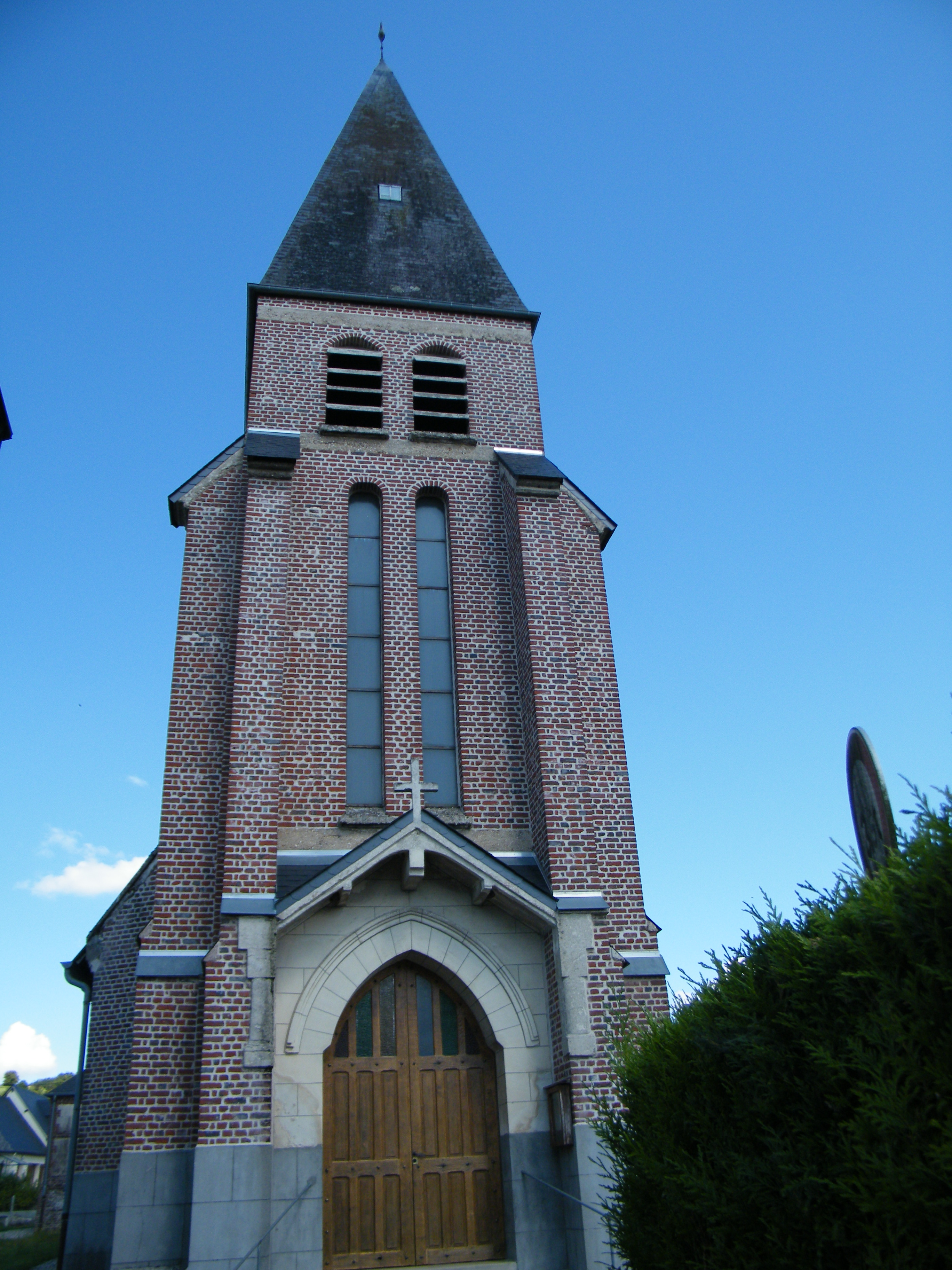
Clocher.
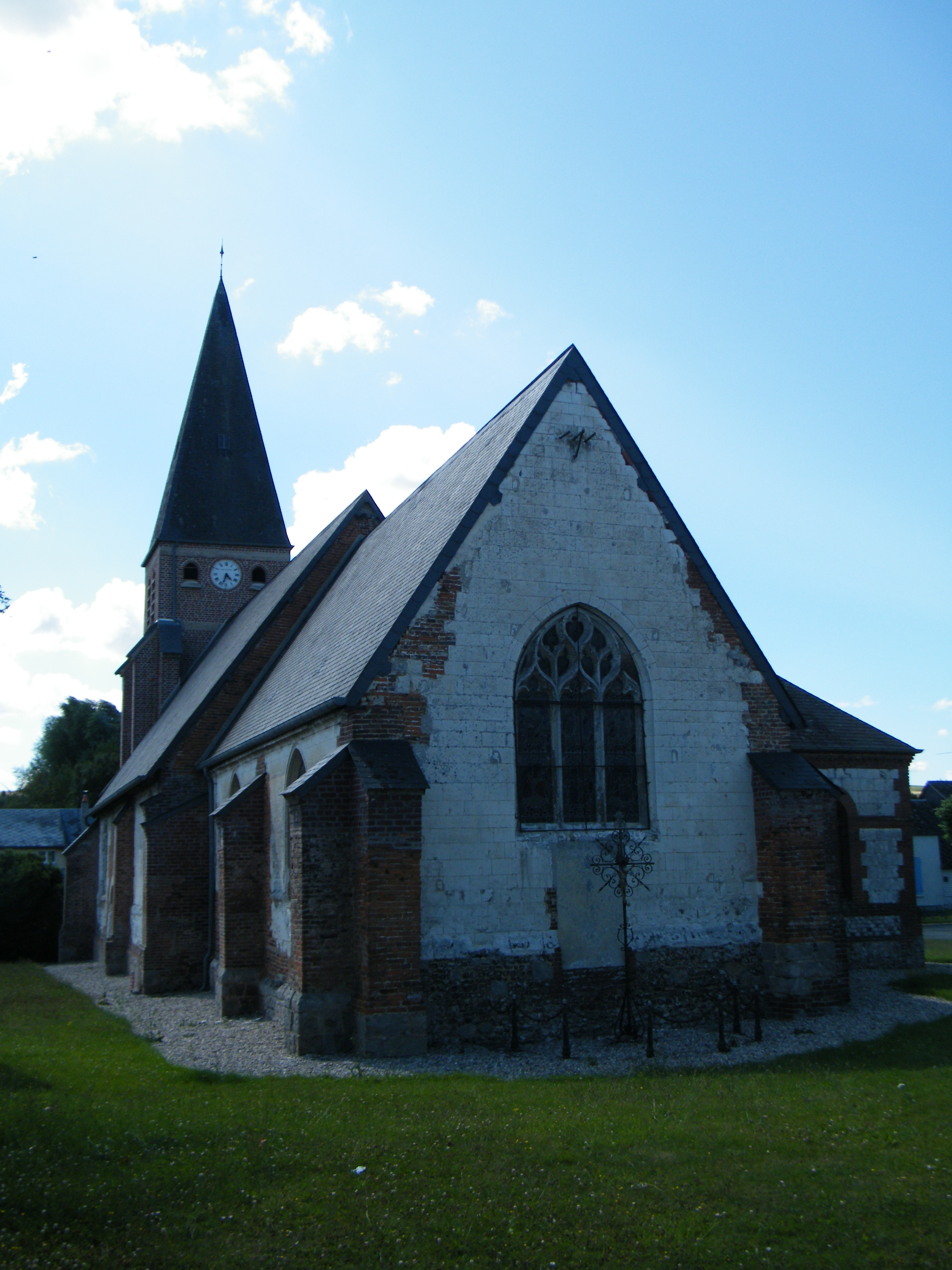
Autre vue de l'église.

### Personnalités liées à la commune
- Alfred Le Petit (1841-1909), peintre et caricaturiste, repose dans le cimetière de Fallencourt.
- Alfred Marie Le Petit (1873-1953), né à Fallencourt, fils du précédent.

### Héraldique
| Blason de Fallencourt | Blason  | De sinople à deux cotices ondées abaissées d'argent ; au franc-quartier de gueules chargé de deux clefs d'or passées en sautoir, à une épée basse d'argent brochant.                                                                                                |
| Blason de Fallencourt | Détails | Le champ de sinople évoque l'agriculture, les ondes sont pour l'Yères qui arrose la commune, enfin les clefs et l'épée sont les attributs de saint Pierre & saint Paul, patrons de la paroisse locale. Création de Jean-François Binon, adoptée le 11 février 2021. |